# Hajdúnánás (distrikt)
Hajdúnánás är ett distrikt i Ungern. Det ligger i provinsen Hajdú-Bihar, i den nordöstra delen av landet, 170 km öster om huvudstaden Budapest.